# Борцов, Виктор Андреевич
Ви́ктор Андре́евич Борцо́в (14 июня 1934, Оренбург, Средневолжский край — 20 мая 2008, Москва) — советский и российский актёр театра и кино, Народный артист РСФСР (1989).

## Биография
Виктор Борцов родился 14 июня 1934 года в Оренбурге. Окончил Высшее театральное училище имени М. С. Щепкина в 1957 году. Его педагогом была Вера Николаевна Пашенная, а однокурсниками — Юрий Соломин, Алексей Эйбоженко и Роман Филиппов. Работал в Малом театре.
Как киноактёр Виктор Андреевич запомнился в первую очередь ролью харизматичного неунывающего Саввы Игнатьевича из ставших легендой «Покровских ворот». Это самая яркая и известная его кинороль. Герои Борцова в большинстве своём — симпатичные, обаятельные «тюфяки». Наряду с сильным комическим темпераментом актёр обладал бесспорным лирическим обаянием.
Скончался на 74-м году жизни 20 мая 2008 года в Москве после продолжительной болезни. Похоронен 23 мая 2008 года на Троекуровском кладбище (6-й участок) в Москве.

## Признание и награды
- Мемориальная доска на доме, где до 1953 года провёл своё детство Виктор Борцов, установлена в Оренбурге 10 июня 2014 года — к 80-летию со дня рождения актёра
- Орден «За заслуги перед Отечеством» IV степени (21 апреля 2005) — за большой вклад в развитие театрального искусства и многолетнюю творческую деятельность[5]
- Орден Почёта (25 октября 1999) — за большой вклад в развитие отечественной театральной культуры и в связи со 175-летием Государственного академического Малого театра России[6]
- Народный артист РСФСР (1989).
- Заслуженный артист РСФСР (1974).
- Значок «За культурное шефство над Вооружёнными Силами СССР» ЦК профсоюза работников культуры СССР
- Значок «За отличную работу» Министерства культуры СССР

## Творчество

### Театр
С 1957 года служил в Малом театре.
В театре Борцов переиграл весь классический репертуар:
- «Любовь Яровая» К. А. Тренёва — Швандя
- «Ярмарка тщеславия» — Уильям Доббин
- «Беседы при ясной луне» — Иван
- «Лес» А. Н. Островского — Восмибратов
- «Свои люди — сочтёмся» А. Н. Островского — Самсон Силыч
- «Князь Серебряный» — Хомяк
- «Дядя Ваня» А. П. Чехова — Телегин
- 1979 — «Король Лир» У. Шекспира. Режиссёр: Леонид Хейфец — герцог Альбанский[7]
- 1982 — «Дикий Ангел» А. Ф. Коломийца. Режиссёр: Владимир Седов — Фёдор[8]

### Кино
1. 1959 — Песня о Кольцове
2. 1963 — Первый троллейбус — Кирюшин
3. 1964 — Верьте мне, люди — геолог
4. 1967 — Татьянин день — матрос
5. 1969 — Освобождение — генерал-лейтенант Григорий Николаевич Орёл
6. 1970 — Трое
7. 1971 — Двенадцать стульев — посетитель шахматного клуба
8. 1972 — Визит вежливости — морской офицер
9. 1976 — Дневной поезд — Гоша-Эдисон
10. 1977 — Солдаты свободы — генерал Григорий Орёл
11. 1977 — Хождение по мукам — фельдшер на пароходе
12. 1978 — И снова Анискин — тракторист Сидоров
13. 1982 — Покровские ворота — Савва Игнатьевич Ефимов[9][10]
14. 1982 — Вокзал для двоих — сильно выпивший посетитель привокзального ресторана
15. 1984 — Мой избранник
16. 1984 — Один и без оружия — Дмитрий Сергеевич
17. 1985 — Ревизор (телеспектакль Малого театра) — почтмейстер
18. 1986 — Баллада о старом оружии
19. 1987 — Гардемарины, вперёд! — Гаврила
20. 1989 — Визит дамы — вахмистр
21. 1989 — Ночь на размышление
22. 1990 — Допинг для ангелов
23. 1990 — Мои люди
24. 1991 — Гениальная идея
25. 1991 — Летучий голландец — кооператор
26. 1991 — Виват, гардемарины! — Гаврила
27. 1991 — Год хорошего ребёнка
28. 1991 — Отель «Эдем» — Вася, муж Любы
29. 1992 — Чича — Ярошенко, солист-бас
30. 1993 — Раскол — надзиратель
31. 1998 — Юкка
32. 1999 — Ультиматум — отец главврача
33. 2000 — Марш Турецкого (1-й сезон, фильм 9: Грязные игры) — Артём Макарович Протасов
34. 2000 — Шуб-баба Люба! — Марчелло
35. 2001 — Праздник — сват
36. 2002 — Джокеръ — Муромский
37. 2002 — Леди на день — полицейский Корни
38. 2002 — Наследник
39. 2005 — Две судьбы 2 — Савва Афанасьевич, декан института
40. 2005 — Не хлебом единым — Пётр Сьянов
41. 2006 — Очарование зла — отец Александр

### «Фитиль»
- 1968 — Киносюжет «Последнее средство» // Фитиль № 73[11].
- 1968 — Киносюжет «Бум-бум» // Фитиль № 75.
- 1987 — Киносюжет «По привычке» // Фитиль № 301.